# Myreside Stadium
Myreside Stadium, communément appelé Myreside, parfois New Myreside, est un stade de rugby à XV de l'ouest d'Édimbourg, en Écosse. Le terrain est propriété du George Watson's College (en). Il héberge les matchs du Watsonians RFC depuis 1933, puis d'Edinburgh Rugby, au début de l'ère professionnelle puis de juillet 2017 à mars 2018.

## Histoire

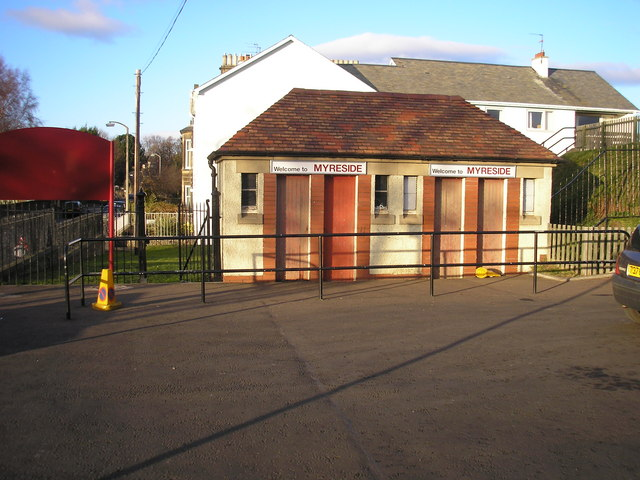
Entrée du stade de Myreside

Le terrain est occupé par le club des Watsonians, un club accueillant d'anciens élèves du George Watson's College, de 1933 à nos jours. Il y dispute son premier match le 4 mars 1933. 
Le club d'Edinburgh Rugby y établit son camp de base à partir de la saison 1996-1997, avant d'en changer en 1998 pour Easter Road. Entre 1999 et 2002, les Edinburgh Reivers en font leur terrain à domicile. Après douze saisons passées dans le stade national de l'équipe d'Écosse de rugby à XV, Murrayfield Stadium, Edinburgh Rugby annonce son retour à Myreside pour une période d'essai de six mois à partir de janvier 2016, l'affluence moyenne des matchs du club se situant entre 3 500 et 4 000 spectateurs, loin des 67 150 sièges disponibles de Murrayfield. Le club se réserve la possibilité de jouer ses meilleures affiches dans le stade national, notamment ses rencontres contre ses rivaux écossais des Glasgow Warriors, mais planifie l'agrandissement de la capacité des tribunes du stade, avec la création de deux tribunes temporaires, aux extrémités du terrain, venant compléter la tribune centrale de 1 961 sièges seulement. Le 3 février 2016, le premier match d'Édimbourg à Myreside se solde par une courte défaite contre le Munster (9-10).
Edinburgh Rugby annonce un retour définitif à Myreside en juillet 2017 et y dispute l'intégralité de la saison 2017-2018 du Pro14. Les agrandissements provisoires portent sa capacité à 5 500 places, ce qui en fait le second plus petit stade d'une équipe professionnelle de rugby à XV parmi les trois principaux championnats d'Europe, devant le stade Sergio-Lanfranchi des Zebre, à Parme. Le déménagement d'Edinburgh Rugby à Myreside rencontre une certaine opposition de la part des riverains de cette banlieue aisée de la capitale écossaise, mais aussi des critiques formelles sur le choix de cet environnement feutré renforçant la perception d'un rugby élitiste en Écosse.
Ce stade a accueilli le 5 janvier 2018 la confrontation de la Celtic League contre l'équipe sud-africaine des Southern Kings pour une victoire 37-7 de l'équipe locale devant 3 114 spectateurs. Dès février, cependant, Edinburgh Rugby annonce ne plus jouer à Myreside et retourner finir la saison à Murrayfield. Le 2 mars, l'annonce est faite que le club abandonne définitivement le stade pour trouver un nouveau terrain de résidence.